# SS Cotopaxi
Le SS Cotopaxi était un navire de tramping américain, qui portait le nom du volcan Cotopaxi. Il a disparu en décembre 1925, alors qu'il faisait route de Charleston (Caroline du Sud) à La Havane (Cuba). L’épave du navire a été finalement retrouvée en janvier 2020 par une équipe de chercheurs menée par Michael Barnette, non loin du port de Jacksonville (Floride), après une étude de rapports et de témoignages de l’époque concernant le signal de détresse du SS Cotopaxi envoyé avant sa disparition.

## Caractéristiques
Le Cotopaxi est un cargo de 2 351 tjb. Il est construit par le chantier Great Lakes Engineering Works d'Ecorse (Michigan). Il est livré à la Clinchfield Navigation Company en 1918.
Il mesure 253 pieds (77 m) entre perpendiculaires, avec une largeur de 44 pieds (13 m). Sa machine à vapeur lui assure une vitesse de 9,5 nœuds.

## Dernier voyage
Le 29 novembre 1925, le Cotopaxi est parti de Charleston pour La Havane sous le commandement du capitaine W. J. Meyer. Il transportait du charbon et avait 32 membres d'équipage. Le navire a été officiellement porté disparu le 31 décembre 1925. Malgré les dernières transmissions radio captées à Saint Augustine qui indiquent que le navire était en train de sombrer, le naufrage a souvent été associé à la légende du triangle des Bermudes. Aucun canot de sauvetage ne fut retrouvé, ce qui attisa encore les suspicions de mystère.
L'épave localisée à une cinquantaine de kilomètres de la Floride au large de Jacksonville vers 2005 a été authentifiée en janvier 2020.

## Théories occultes
En 2015, plusieurs sites internet sensationnalistes publient des articles viraux affirmant que 100 ans après sa disparition dans le triangle des Bermudes, le SS Cotopaxi avait mystérieusement réapparu, presque intact et vide ; ces articles étaient souvent illustrés par une image tirée du film Rencontres du troisième type Édition spéciale et présentée comme un cliché pris par la douane cubaine. Il s’agit en réalité d’un canular, publié initialement le 18 mai 2015 sur le site World News Daily Report, un clickbait connu pour diffuser de nombreuses informations trompeuses et virales. Bien qu’imaginaire, celui-ci a été largement relayé.
Les autorités cubaines ont démenti la rumeur selon laquelle elles auraient retrouvé le navire quatre-vingt-dix ans après sa disparition, notamment auprès de l’Associated Press en 2017 ; la véritable épave a quant à elle été localisée par des plongeurs en Floride, loin du triangle des Bermudes. 

## Au cinéma
Dans le film Rencontres du troisième type Édition spéciale, le Cotopaxi est découvert dans le désert de Gobi. 
C'est d'ailleurs une image du film de Spielberg qui est utilisée pour illustrer les articles des sites satiriques ou de fake news qui prétendent que le bateau serait réapparu.